# Siphonochilus kirkii
Siphonochilus kirkii là một loài thực vật có hoa trong họ Gừng. Loài này được Joseph Dalton Hooker miêu tả khoa học đầu tiên năm 1872 dưới danh pháp Cienkowskia kirkii. Năm 1982 Brian Laurence Burtt chuyển nó sang chi Siphonochilus.

## Phân bố
Loài này có trong khu vực bao gồm Chad, Cộng hòa Dân chủ Congo, Cộng hòa Trung Phi, Dải Caprivi, Kenya, Malawi, Mozambique, Sudan, Tanzania, Uganda, Zambia, Zimbabwe.